# Pardosa vatovae
Pardosa vatovae là một loài nhện trong họ Lycosidae.
Loài này thuộc chi Pardosa. Pardosa vatovae được Lodovico di Caporiacco miêu tả năm 1940.